# Mandatsreferenz
Die Mandatsreferenz ist – im Rahmen des Verfahrens für den bargeldlosen Zahlungsverkehr SEPA – ein vom Zahlungsempfänger individuell vergebenes Kennzeichen für eine vom Zahlungspflichtigen erteilte Lastschrift-Einwilligung (Mandat). 
Die Mandatsreferenz identifiziert in Kombination mit der Gläubiger-Identifikationsnummer eindeutig das dem Lastschrifteinzug zugrunde liegende Mandat. Der Gläubiger von Zahlungen legt sie fest und muss sie so wählen, dass sie in Kombination mit seiner Gläubiger-Identifikationsnummer eindeutig ist. Über beide Angaben hat der Lastschrifteneinreicher den Zahler vor dem ersten SEPA-Lastschrifteinzug zu unterrichten. In jeder einzelnen zum Einzug eingereichten Lastschrift müssen beide Kennzeichnungen eingetragen sein.
Die Mandatsreferenz kann bis zu 35 Zeichen umfassen. Sie zeigt im Allgemeinen, wofür die Zahlung erfolgt und enthält zum Beispiel eine Kunden- oder Mitgliedsnummer oder eine andere vom Gläubiger festgelegte Kennzeichnung, während die Gläubiger-Identifikationsnummer dafür steht, an wen gezahlt wird. 

## Aufbau
Die Mandatsreferenz (SEPA: „MndtId“ [Mandat-ID]) kann bis zu 35 Zeichen enthalten. Die innere Struktur kann frei gewählt werden. Dabei sind nur die folgenden Zeichen zugelassen:
- Ziffern: 0 … 9
- Buchstaben: A … Z und a … z (Groß- und Kleinschreibung wird nicht unterschieden[3])
- Sonderzeichen: + ? / - : ( ) . , '
- Leerraum

Umlaute und andere Zeichen sind nicht erlaubt.
Beispiel: L10013DE59R10E1R98VC00D2DX